# Acatzingo
Acatzingo è una municipalità dello stato di Puebla, nel Messico centrale, il cui capoluogo è la località di Acatzingo de Hidalgo.
Conta 52.078 abitanti (2010) e ha una estensione di 140,53 km². 	 	
Il significato del nome della località in lingua nahuatl è luogo delle piccole canne.